# Бек-Булат (тайбугинский мурза)
Бек-Булат (
сибирскотат. 
Бәк-Булат) (? —1563) — соправитель Сибирского ханства в 1530 — 1563 годы.

## Биография
Происходил из династии Тайбугидов. Сын хана Касима, после убийства которого в 1530 году вместе с братом Едигером стали соправителями Сибирского ханства.
Вероятно погиб вместе с братом в результате нападения на Кашлык Шибанидов — братьев — Кучума и Ахмад-Гирея .
Сын: Сейд Ахмед